# Pontska Herakleja
Pontska Herakleja (starogrško Ἡρακλία Ποντική, latinizirano: Hērákleia Pontikḗ), v bizantinskem in kasnejših obdobjih znana kot  Pontoherakleja (srednjeveško grško Ποντοηρακλία, latinizirano: Pontohērakleia), je bilo starodavno mesto na črnomorski obali Bitinije v Anatoliji ob izlivu reke Likus. Ustanovili so jo kolonisti iz grške mestne države Megare v letih 560–558 pr. n. št. Ime je dobila po Herakleju, za katerega so Grki verjeli, da je vstopil v podzemlje v jami na sosednjem Arkeruškem rtu. Mesto je zdaj v turškem mestu Karadeniz Ereğli v provinci Zonguldak. 
Kolonisti so kmalu podjarmili staroselce Mariandince, vendar so jim obljubili, da nobeden, od zdaj helotom podobnih sužnjev, ne bo prodan v suženjstvo zunaj svoje domovine. Herakleja je zaradi bogate in rodovitne okolice in morskega ribištva kmalu razširila svojo oblast vzdolž črnomorske obale vse do Giderosa  in sčasoma ustanovila lastne črnomorske kolonije na polotoku Krimu. V mestu je bil rojen filozof  Heraklit Pontski. 
Blaginja mesta, ki so jo omajali Galačani in Bitinci, je bila v mitridatskih vojnah popolnoma uničena.
Grški zgodovinski pisec Memnon iz Herakleje, ki je ustvarjal v 1. stoletju n. št., je napisal lokalno zgodovino Pontske Herakleje v vsaj šestnajstih knjigah. Delo je se ni ohranilo, v Fotijevi Biblioteki pa je ohranjena zgoščena vsebina knjig 9–16, za katere se zdi, da so takrat edine še obstajale. V teh knjigah je zabeležena zgodovina od tirana Klerha (okoli 364–353 pr. n. št.) do poznejših let Julija Cezarja (okoli 40 pr. n. št.). Knjige vsebujejo veliko barvitih pripovedi, vključno z bitinsko privedbo barbarskih Galcev v Azijo. Galci so bili sprva zavezniki Herakleje, potem pa so se obrnili proti njej. 
Po propadu Rimskega cesarstva je Pontska Herakleja več kot tisoč let pripadala Bizantinskemu cesarstvu. Po bitki pri Mantzikertu leta 1071 so območje opustošili Seldžuki. Mesto je leta 1205 zavzel David Komnen, brat trapezundskega vladarja Alekseja I. Mesto je izbral za glavno mesto svoje domene Paflagonije. Leta 1214 je mesto izgubil v korist Teodorja I. Laskarisa, ki je iz njega naredil glavno mejno trdnjavo. Po letu 1261 so imeli v mestu kolonijo Genovežani. Ko so Osmanski Turki leta 1360 osvojili Paflagonijo, je Genova odkupila mesto od propadajočega Bizantinskega cesarstva. Herakleja se je razvila v genovsko trgovsko središče, kamor so se selili številni Genovežani. Razrušena citadela na vzpetini nad mestom je iz tega obdobja. Italijansko ime mesta je bilo Pontarachia. Genovežani so obdržali mesto do leta 1453, ko ga je zasedlo Osmansko cesarstvo.

## Pomembni prebivalci
- Herodor, mitograf[6]
- Heraklid Pontski, filozof in astronom[7]
- Evagrij Pontski, filozof, menih in asket
- Ksenagora, zgodovinar[8]
- Memnon Heraklejski, zgodovinar
- Brison Heraklejski, matematik in sofist
- Klearh Heraklejski, tiran Herakleje
- Timotej Heraklejski, Klearhov sin in naslednik
- Hion Heraklejski, Platonov učenec, ki je pomagal umoriti tirana Klearha
- Oksater Heraklejski, tiran Herakleje
- Hameleont, filozof
- Promatid Heraklejski, zgodovinar[9][10]
- Marcijan Heraklejski, geograf
- Niketa Heraklejski, metropolit
- Dionizij Heraklejski, tiran Herakleje
- Amastris, tiranka Herakleje
- Diogenijan, slovničar
- Tetet, filozof, Platonov učenec[11]